# Havana Gilla
Havana Gilla is het 78ste stripverhaal van De Kiekeboes. De reeks wordt getekend door striptekenaar Merho. Het album verscheen in september 1998.

## Verhaal
Marcel Kiekeboe krijgt van zijn baas, Firmin Van de Kasseien, een vreemde opdracht: hij moet in de Cubaanse hoofdstad Havana een kistje Havana-sigaren ophalen. Charlotte vertrouwt het zaakje niet en wil haar man koste wat het kost vergezellen naar Cuba. Gelukkig maar, want met die sigaren blijkt iets bijzonders aan de hand te zijn...